# Вагові категорії в змішаних бойових мистецтвах
Нижче наведено поділ вагових категорій в змішаних бойових мистецтвах відповідно до міжнародних зразків.

## Поділ за американським зразком
Відповідно до прийнятих у США «Загальних правил змішаних бойових мистецтв»  вагові категорії в американських чемпіонатах поділяються так:
| Вагова категорія | Вищий поріг ваги (кг)      | Вищий поріг ваги (фунт)    |
| ---------------- | -------------------------- | -------------------------- |
| Найлегша         | 57 кг                      | 125 фунтів                 |
| Легша            | 61 кг                      | 135 фунтів                 |
| Напівлегка       | 66 кг                      | 145 фунтів                 |
| Легка            | 70 кг                      | 155 фунтів                 |
| Напівсередня     | 77 кг                      | 170 фунтів                 |
| Середня          | 84 кг                      | 185 фунтів                 |
| Напівважка       | 93 кг                      | 205 фунтів                 |
| Важка            | 120 кг                     | 265 фунтів                 |
| Суперважка       | Вищий поріг ваги відсутній | Вищий поріг ваги відсутній |

Американський зразок поділу вагових категорії, задекларований у «Загальних правил змішаних бойових мистецтв» використовується і в спортивних організаціях США (UFC, WEC, Strikeforce, Bellator), і за межами штатів (BAMMA). У багатьох організаціях нижчої ліги використовується поділ казуальних вагових категорій (від легкої до важкої) за американським зразком, а у менш популярних вагових категоріях вага варіюється (MFC, ISC, Cage Rage).

## Поділ за японським зразком
В спортивних організаціях Євразії та Океанії поширенішим є поділ вагових категорій за японським зразком:
| Вагова категорія | Вищий поріг ваги (кг)      | Вищий поріг ваги (фунт)    |
| ---------------- | -------------------------- | -------------------------- |
| Напівлегка       | 63 кг                      | 139 фунтів                 |
| Легка            | 70 кг                      | 155 фунтів                 |
| Напівсередня     | 76 кг                      | 168 фунтів                 |
| Середня          | 84 кг                      | 185 фунтів                 |
| Напівважка       | 93 кг                      | 205 фунтів                 |
| Важка            | Вищий поріг ваги відсутній | Вищий поріг ваги відсутній |

Такий поділ використовується у чемпіонатах Dream і M-1. Особливий поділ вагових категорій був у знаменитому чемпіонаті PRIDE:
| Вагова категорія | Вищий поріг ваги (кг)      | Вищий поріг ваги (фунт)    |
| ---------------- | -------------------------- | -------------------------- |
| Легка            | 73 кг                      | 161 фунт                   |
| Напівсередня     | 83 кг                      | 183 фунти                  |
| Середня          | 93 кг                      | 205 фунтів                 |
| Важка            | Вищий поріг ваги відсутній | Вищий поріг ваги відсутній |